# Vyšnivec
Vyšnivec nebo Vyšněvec (ukrajinsky Вишнівец, rusky Вишневец, polsky: Wiśniowiec) je městys (ukrajinsky selyšče) v Ternopilské oblasti na Ukrajině. V roce 2017 mělo město 3 282 obyvatel.

## Geografická poloha
Vyšnivec se nachází na řece Horyň, přítoku Pripjati, 39 km severovýchodně od Ternopilu.

## Dějiny
Tato oblast je sině spjata se šlechtickým rodem knížat Wiśniowieckých z Rusínska, kteří svůj původ odvozují od názvu města. V roce 1960 byl Vyšnivec povýšen z vesnice na městys.

## Dědictví
Mezi architektonické památky ve Vyšnivci patří hrad z 15. století a palác s parkem postavený v 18. století rodem Wiśniowieckých.